# Орд, Уильям Миллер
Уильям Миллер Орд (англ. William Miller Ord) — британский ученый-медик, который работал хирургом в госпитале Святого Томаса Лондона.
В 1878 году ввел термин «микседема» для описания слизистого отека кожи и подкожной клетчатки, который обнаружил во время вскрытия у двух больных. Уильям Орд, был одним из первых, кто связал описанные изменения с гипофункцией и атрофией щитовидной железы.
В англоязычных странах существует диагноз «Тиреоидит Орда» (англ. ord's thyroiditis), который выставляют пациентам с гипотиреозом, развившимся на фоне атрофической формы аутоиммунного тиреоидита.

## Научные труды
- Syllabus of Lectures on Comparative Anatomy
- Influence of Colloids upon Crystalline form and Cohesion
- A new Theory of Hyperpyrexia
- On Myxoedema, a term proposed to be applied to an essential condition in the cretinoid infection observed in middle aged women. Transactions of The Medical - Chirurgical Society Of London 1878; 61: 57
- Report of a committee of the Clinical Society of London nominated December 14, 1883, to investigate the subject of myxoedema. Trans. Clin. Soc. Lond. 1888; 21 (Suppl)